# Lista över fornlämningar i Sundbybergs kommun
Lista över fornlämningar i Sundbybergs kommun är en förteckning av ett urval av de fornlämningar som finns i Sundbybergs kommun.

## Sundbyberg
| Namn                             | Lämningstyp                      | Tillkomsttid | Historisk indelning | Plats      | Läge                 | ID-nr          | Bild                                      |
| -------------------------------- | -------------------------------- | ------------ | ------------------- | ---------- | -------------------- | -------------- | ----------------------------------------- |
| Sundbyberg 2:1                   | Gravfält                         |              | Sundbyberg, Uppland |            | 59.396772, 17.955546 | 10009400020001 | Ladda upp en bild av detta fornminne      |
| Sundbyberg 3:1                   | Gravfält                         |              | Sundbyberg, Uppland |            | 59.394734, 17.956303 | 10009400030001 | Ladda upp en bild av detta fornminne      |
| Sundbyberg 4:1                   | Gravfält                         |              | Sundbyberg, Uppland |            | 59.392863, 17.955842 | 10009400040001 | Ladda upp en bild av detta fornminne      |
| Sundbyberg 5:1                   | Gravfält                         |              | Sundbyberg, Uppland |            | 59.394641, 17.953512 | 10009400050001 | Ladda upp en bild av detta fornminne      |
| Sundbyberg 8:1                   | Stensättning                     |              | Sundbyberg, Uppland |            | 59.373241, 17.932380 | 10009400080001 | Ladda upp en bild av detta fornminne      |
| Sundbyberg 10:1                  | Gravfält                         |              | Sundbyberg, Uppland |            | 59.380403, 17.961809 | 10009400100001 | Ladda upp en bild av detta fornminne      |
| Sundbyberg 11:1                  | Hög                              |              | Sundbyberg, Uppland |            | 59.383592, 17.962785 | 10009400110001 | Ladda upp en bild av detta fornminne      |
| Sundbyberg 11:2                  | Stensättning                     |              | Sundbyberg, Uppland |            | 59.383541, 17.962972 | 10009400110002 | Ladda upp en bild av detta fornminne      |
| Sundbyberg 11:3                  | Stensättning                     |              | Sundbyberg, Uppland |            | 59.383475, 17.962885 | 10009400110003 | Ladda upp en bild av detta fornminne      |
| U 77 (Sundbyberg 12:1)           | Runristning                      |              | Sundbyberg, Uppland | Råsta gård | 59.378565, 17.975037 | 10009400120001 | Ladda upp en till bild av detta fornminne |
| Sundbyberg 14:1                  | Gravfält                         |              | Sundbyberg, Uppland |            | 59.383484, 17.967972 | 10009400140001 | Ladda upp en bild av detta fornminne      |
| Sundbyberg 15:1                  | Stensättning                     |              | Sundbyberg, Uppland |            | 59.387013, 17.963770 | 10009400150001 | Ladda upp en till bild av detta fornminne |
| Sundbyberg 22:1                  | Stensättning                     |              | Sundbyberg, Uppland |            | 59.391473, 17.960694 | 10009400220001 | Ladda upp en bild av detta fornminne      |
| Sundbyberg 23:1                  | Husgrund, förhistorisk/medeltida |              | Sundbyberg, Uppland |            | 59.390454, 17.957995 | 10009400230001 | Ladda upp en till bild av detta fornminne |
| Sundbyberg 23:2                  | Gravfält                         |              | Sundbyberg, Uppland |            | 59.390636, 17.957350 | 10009400230002 | Ladda upp en bild av detta fornminne      |
| Sundbyberg 24:1                  | Stensättning                     |              | Sundbyberg, Uppland |            | 59.390436, 17.953489 | 10009400240001 | Ladda upp en bild av detta fornminne      |
| Sundbyberg 25:1                  | Gravfält                         |              | Sundbyberg, Uppland |            | 59.378820, 17.982197 | 10009400250001 | Ladda upp en bild av detta fornminne      |
| Kymlingestenen (Sundbyberg 26:1) | Hällristning                     |              | Sundbyberg, Uppland |            | 59.376691, 17.939905 | 10009400260001 | Ladda upp en bild av detta fornminne      |
| Sundbyberg 29:1                  | Gravfält                         |              | Sundbyberg, Uppland |            | 59.384112, 17.968793 | 10009400290001 | Ladda upp en bild av detta fornminne      |
| Sundbyberg 37:1                  | Stensättning                     |              | Sundbyberg, Uppland |            | 59.381086, 17.973667 | 10009400370001 | Ladda upp en bild av detta fornminne      |
| Sundbyberg 38:1                  | Stensättning                     |              | Sundbyberg, Uppland |            | 59.382998, 17.974217 | 10009400380001 | Ladda upp en bild av detta fornminne      |
| Sundbyberg 41:1                  | Stensättning                     |              | Sundbyberg, Uppland |            | 59.388612, 17.957576 | 10009400410001 | Ladda upp en bild av detta fornminne      |
| Ryttartorpet (Sundbyberg 43:1)   | Lägenhetsbebyggelse              |              | Sundbyberg, Uppland |            | 59.382252, 17.943556 | 10009400430001 | Ladda upp en bild av detta fornminne      |
| Sundbyberg 58                    | Stensättning                     |              | Sundbyberg, Uppland |            | 59.397713, 17.970548 | 12000000117798 | Ladda upp en bild av detta fornminne      |
| Sundbyberg 60                    | Stensättning                     |              | Sundbyberg, Uppland |            | 59.373777, 17.971353 | 12000000117994 | Ladda upp en bild av detta fornminne      |